# ۵۱۵۹۹ بروتاین
سیارک ۵۱۵۹۹ (به انگلیسی: 51599 Brittany، نامگذاری:2001HR24) پنجاه و یک هزار و پانصد و نود و نهمین سیارک کشف شده‌است که در ۲۸ آوریل ۲۰۰۱ کشف شد.